# حصار حصن ديترويت
كان حصار فورت ديترويت محاولة فاشلة في النهاية من قبل السكان الأصليين للاستيلاء على حصن ديترويت أثناء حرب بونتياك.
حيث قاد الحصار بونتياك زعيم قبيلة أوتاوا وقد سبب هذا التمرد أن يكون أحد العوامل المحفزة التي عجلت بإعلان إعلان عام 1763 الذي سيعجل في نهاية الأحداث التي أدت إلى الثورة الأمريكية.

## روابط خارجية
- "حصار الرئيس بونتياك لديترويت" - مقال من أخبار ديترويت